# The Situation Room (fotografia)
The Situation Room (en català, vindria a significar alguna cosa així com la Sala de Problemes/Emergències) és una fotografia presa pel fotògraf de la Casa Blanca Pete Souza l'1 de maig de 2011. La imatge mostra el president dels Estats Units Barack Obama amb el seu equip de seguretat nacional a la Sala de Situacions de la Casa Blanca rebent les imatges en directe de l'Operació Llança de Neptú, que va conduir a la mort d'Osama bin Laden. La fotografia va rebre moltes visites i es va fer molt popular, després de l'anunci de la notícia de la mort de Bin Laden. La CNN la va nomanar una "foto per a la història (photo for the ages)" i va fer la comparació amb altres imatges famoses de presidents nord-americans com "Dewey Defeats Truman". L'antic fotògraf de la Casa Blanca Eric Draper va dir que la foto va capturar "un instant precís en la història molt bo.". La fotografia també ha estat motiu de comentari per experts en el llenguatge corporal i historiadors.
No hi ha actualment cap nom oficial per a la fotografia, però la imatge ha estat etiquetada com a 'P050111PS-0210' a la pàgina oficial de la Casa Blanca a Flickr.

## Motiu de la imatge
La fotografia va ser presa durant la incursió cap a l'amagatall d'Osama bin Laden i on es veu com Obama i el seu equip de Seguretat nacional supervisen l'estat de l'operació. Hillary Clinton, va descriure el moment com "els 38 minuts més intensos de la meva vida." La Secretària d'Estat apareix en actitud de sorpresa i tapant-se la boca, imatge que ha estat molt comentada.

## Persones de la imatge
Les persones que apareixen en la imatge són, d'esquerra a dreta:

(asseguts)
1. Vicepresident Joe Biden
2. President Barack Obama
3. General de Brigada Marshall B. "Brad" Webb, Ajudant del General que ordena el Comandament Conjunt d'Operacions Especials
4. Denis McDonough, Diputat Assessor per a la Seguretat Nacional
5. Hillary Rodham Clinton, Secretària d'Estat
6. Robert Gates, Secretari de Defensa

(drets)
1. Almirall Mike Mullen, President de l'Estat Major Conjunt dels Estats Units
2. Tom Donilon, Conseller de Seguretat Nacional
3. William M. Daley, Cap de Gabinet
4. Tony Blinken, Conseller de Seguretat Nacional del Vicepresident
5. Audrey Tomason, Directora per Contraterrorisme del Consell Nacional de Seguretat.
6. Una persona amb camisa beix
7. John O. Brennan, Ajudant del President per a la Seguretat de la Pàtria i Contraterrorisme
8. James R. Clapper, Director del Centre d'Intel·ligència Nacional
9. Un home amb vestit negre i corbata blanca: "John", analista de la CIA, que va ser el primer que va escriure a l'estiu de 2010 que l'Agència Central d'Informació podria tenir una pista legítima sobre el parador de Bin Laden.

Hillary Clinton es tapa la boca amb la mà dreta, en un gest d'angoixa evident sobre el resultat de la incursió. Més tard, la secretària d'Estat va afirmar que sofria una al·lèrgia primaveral i probablement evitava un estossec.

## Anàlisi
Alguns historiadors han comentat la importància històrica de la fotografia, en particular l'encreuament de línies frontereres entre sexes i races. El professor de ciència política de la Universitat de Lehigh Saladin Ambar, va dir que la imatge suggereix "un nou paisatge americà en el qual encara ens trobem. Quan Obama va ser triat, hi havia algunes persones que van pensar que havíem travessat un llindar racial. El que la seva presidència revela és que hi ha molts encreuaments."